# Prelà
Prelà (ligur nyelven Prelà) egy olasz község Liguria régióban, Imperia megyében

## Földrajz
Imperiától 10 km-re helyezkedik el.Szomszédos települések:Borgomaro, Carpasio, Dolcedo, Montalto Ligure, Vasia

## Gazdaság
Legjelentősebb bevételi forrása a mezőgazdaság. elsősorban olivát termesztenek.

## Közlekedés
Megközelíthető az A10 autópályán, az Imperia Ovest lehajtóról.

## Fordítás
- Ez a szócikk részben vagy egészben  a   Prelà című olasz Wikipédia-szócikk fordításán alapul.  Az eredeti cikk szerkesztőit annak laptörténete sorolja fel. Ez a jelzés csupán a megfogalmazás eredetét és a szerzői jogokat jelzi, nem szolgál a cikkben szereplő információk forrásmegjelöléseként.